# Guerre de Gosannen
Guerre de Gosannen
La guerre de Gosannen (後三年合戦, gosannen kassen), ou conflit de Gosannen (後三年の役, gosannennoeki), se déroule de 1083 à 1089. Après la guerre de Zenkunen, des dissensions au sein du clan Kiyohara apparaissent. 

## Causes
Au XIe siècle, le clan Kiyohara domine la province de Dewa et le clan Abe la province de Mutsu. Cependant, le clan Abe s'oppose au kokushi, ce qui entraîne la guerre de Zenkunen. Après douze années de guerre, le pouvoir impérial est rétabli.
Jusqu'au début de la guerre de Gosannen, la situation politique de la région n'est pas claire. Les différentes parties du clan Kiyohara se disputent le pouvoir. En 1083, les combats commencent.

## Source de la traduction
- (en) Cet article est partiellement ou en totalité issu de l’article de Wikipédia en anglais intitulé « Gosannen War » (voir la liste des auteurs).